# 二見 (砲艦)
| 二見               |                                                   |
| 艦歴               |                                                   |
| 計画               | 1927年度                                          |
| 起工               | 1929年6月25日                                     |
| 進水               | 1929年11月20日                                    |
| 就役               | 1930年2月28日                                     |
| 除籍               | 1945年9月30日                                     |
| 性能諸元（竣工時） |                                                   |
| 排水量             | 基準：205t 公試：249t                             |
| 全長               | 46.3m                                             |
| 全幅               | 6.79m                                             |
| 吃水               | 1.13m （公試平均）                                |
| 主缶               | ロ号艦本式混焼缶2基                               |
| 主機               | 直立2気筒2段膨張直動式レシプロ2基2軸 1,300hp      |
| 速力               | 16.0kt                                            |
| 航続距離           | 1,000NM / 10.0kt （石炭31t 重油26t）              |
| 乗員               | 54名                                              |
| 兵装 （竣工時）    | 短8cm単装高角砲1門 留式7.7mm機銃5挺               |
| 兵装 （1941）      | 8cm単装高角砲1門 留式7.7mm機銃5挺 13mm連装機銃1基 |

二見（ふたみ）は、日本海軍の砲艦。熱海型砲艦の2番艦である。艦名は三重県の名勝「二見浦」にちなんで名づけられた。

## 艦歴
藤永田造船所において建造され、1930年2月28日に竣工、二等砲艦に類別された。
1931年6月1日、砲艦に類別変更。翌年の第一次上海事変において、上海や長江方面の警備に従事した。1933年6月25日、宜昌から重慶に遡行中、巫山付近で座礁し、7月8日に離礁後、上海において修理を行った。支那事変（太平洋戦争勃発前の日中戦争）において、上海陸上作戦の支援、長江遡行作戦に加わった。太平洋戦争においては、長江流域の警備に従事した。1944年10月1日に軍艦から除かれ艦艇の砲艦に類別が変更された。
終戦時には航行不能の状態で上海にあり、その後、中華民国に接収され国府海軍の「永安 Yung-An」となった。
1949年11月29日に郝穴と共に中国人民解放軍海軍へ降り、「珠江　Zhu Jian」と改名され1960年代に除籍される。

## 艦長
※階級は就任時のもの。
艤装員長
- 堀勇五郎 少佐：1929年11月30日 - 1930年2月28日[1]

艦長
- 堀勇五郎 少佐：1930年2月28日 - 1931年8月20日[1][2]
- 中原三郎 少佐：1931年8月20日[2] - 1932年5月20日[3]
- 古木百蔵 少佐：1932年5月20日[3] - 1933年11月15日[4]
- 大石堅志郎 中佐：1933年11月15日[4] - 1934年11月15日[5]
- 丸安金兎 少佐：1934年11月15日[5] - 1935年10月10日[6]
- 倉永恒記 少佐：1935年10月10日[6] - 1936年3月11日[7]
- 有田貢 中佐：1936年3月11日[7] - 1937年11月15日[8]
- 沢勇夫 少佐：1937年11月15日[8] - 1939年1月18日[9]
- 溪口泰麿 少佐：1939年1月18日[9] - 1939年8月24日[10]
- 伊豆寿市 少佐：1939年8月24日[10] - 1940年4月24日[11]
- 志村正 少佐：1940年4月24日[11] - 1941年2月10日[12]
- 金井博 少佐：1941年2月10日[12] -
- 奥村三郎 中佐：1941年3月20日[13] - 1941年9月10日[14]
- 渡辺硯夫 少佐：1941年9月10日[14] -

## 同型艦
- 熱海

## 参考資料
- 呉市海事歴史科学館編『日本海軍艦艇写真集 航空母艦・水上機母艦』ダイヤモンド社、2005年。
- 片桐大自『聯合艦隊軍艦銘銘伝』普及版、光人社、2003年。
- 海軍歴史保存会『日本海軍史』第7巻、第10巻、第一法規出版、1995年。